# Ambassade japonaise aux États-Unis

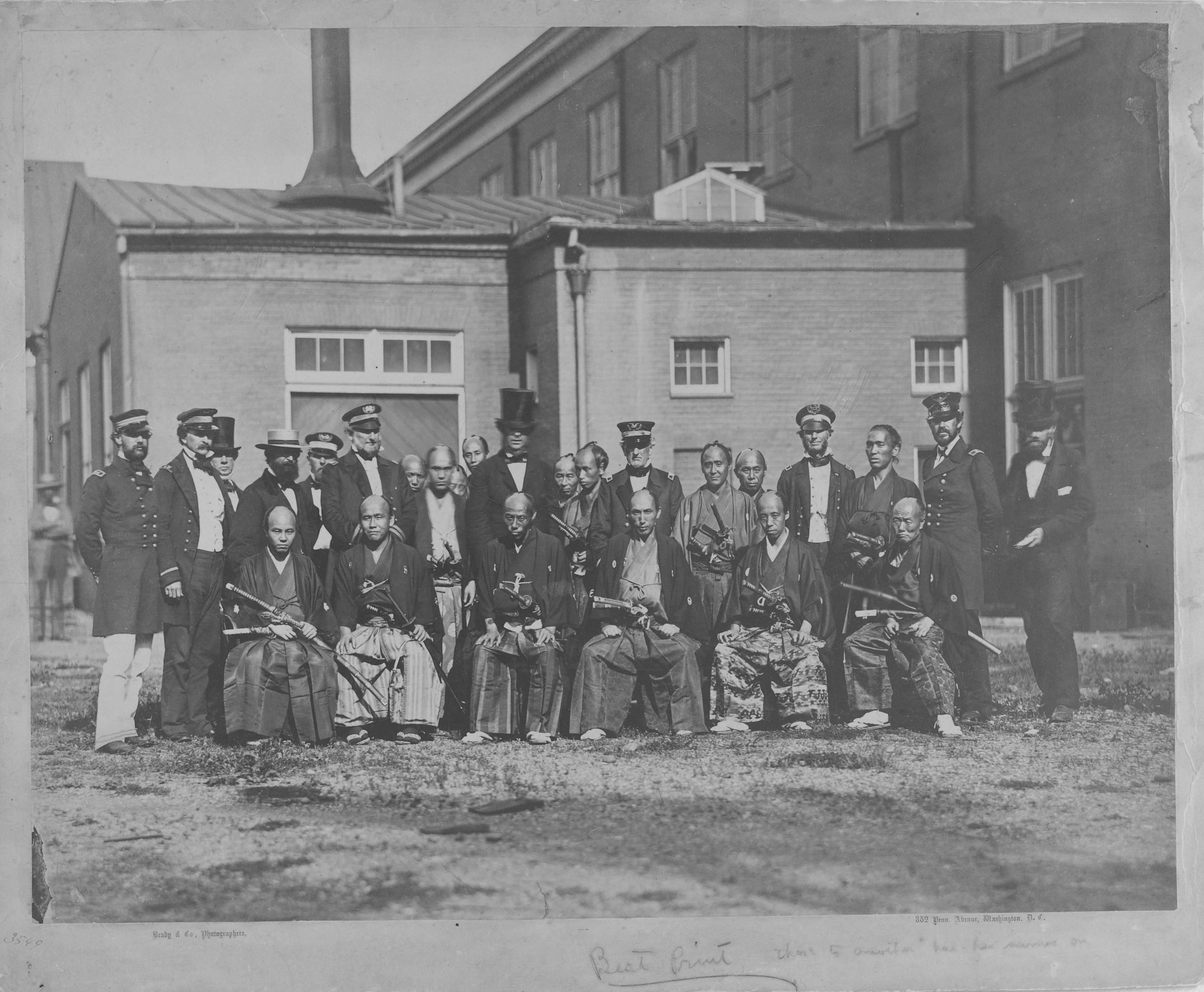
L'ambassade au chantier naval de Washington DC : le vice-ambassadeur Muragaki Norimasa (troisième à gauche), l'ambassadeur Shinmi Masaoki (au centre) et Oguri Tadamasa (second à partir de la droite)

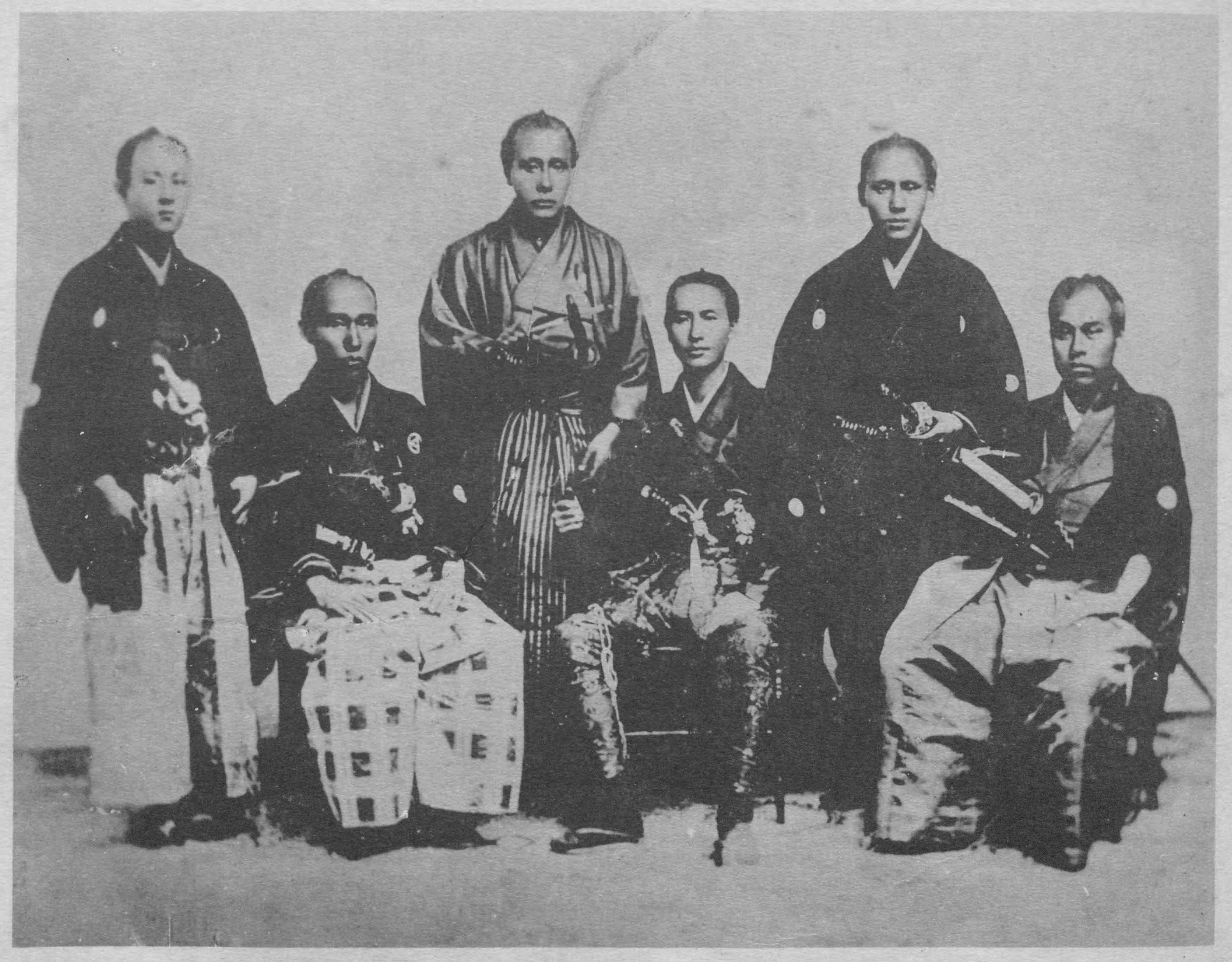
Les marins du Kanrin Maru, escorte de l'ambassade ; de droite à gauche Fukuzawa Yukichi, Okada Seizō, Hida Hamagorō, Konagai Gohachirō, Hamaguchi Yoemon, Nezu Kinjirō.

L'ambassade japonaise aux États-Unis (万延元年遣米使節, Man'en gannen kenbei shisetsu, littéralement « Mission en Amérique de la première année de l'ère Man'en ») est dépêchée en 1860 par le bakufu du shogunat Tokugawa. Son objectif est de ratifier le nouveau Traité d'Amitié, de Commerce et de Navigation entre les États-Unis et le Japon en plus d'être la première mission diplomatique de l'archipel aux États-Unis depuis l'ouverture du pays par le commodore Matthew Perry en 1854.
Un autre important objet de la mission est l'envoi par le bakufu d'un navire de guerre japonais, le Kanrin Maru pour accompagner la délégation à travers le Pacifique et ainsi démontrer la mesure dans laquelle le Japon a maîtrisé les techniques de navigation et les technologies de navires de l'Occident à peine six années après la fin de sa politique d'isolement vieille de près de 250 ans.

## Contexte

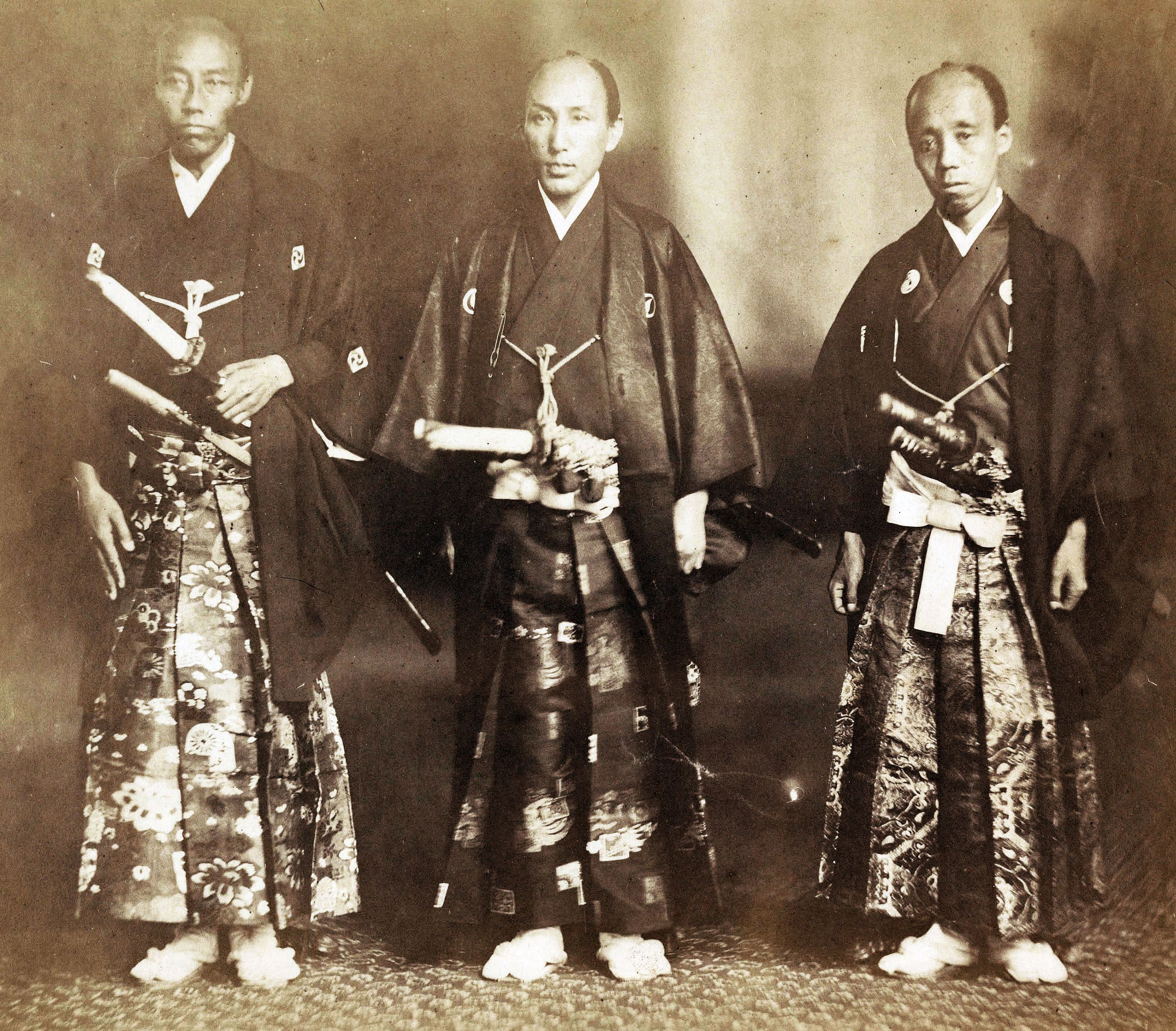
Les trois membres plénipotentiaires de l'ambassade japonaise : Muragaki Norimasa, Shinmi Masaoki et Oguri Tadamasa.

Le 19 janvier 1860, le Kanrin Maru lève l'ancre à Uraga à destination de San Francisco sous le commandement du capitaine Katsu Kaishū, avec John Manjiro comme traducteur officiel, emportant 96 Japonais et un officier américain, John Mercer Brooke à bord. Le chef de la mission est l'amiral Kimura Yoshitake (木村喜毅), fonctionnaire de haut rang du shogunat. Fukuzawa Yukichi, le futur éducateur et réformateur à l'époque encore un jeune homme désireux de voir les pays étrangers, a proposé ses services à titre bénévole en tant qu'assistant de l'amiral Kimura,.
L'ambassade du Japon elle-même voyage à bord d'un navire de l'US Navy, le USS Powhatan qu'escorte le Kanrin Maru. L'ambassade est formellement composée de trois hommes : L'ambassadeur Shinmi Masaoki (新見正興), le vice-ambassadeur Muragaki Norimasa (村垣範正) et l'observateur Oguri Tadamasa (小栗忠順),.

## Destinations

### San Francisco

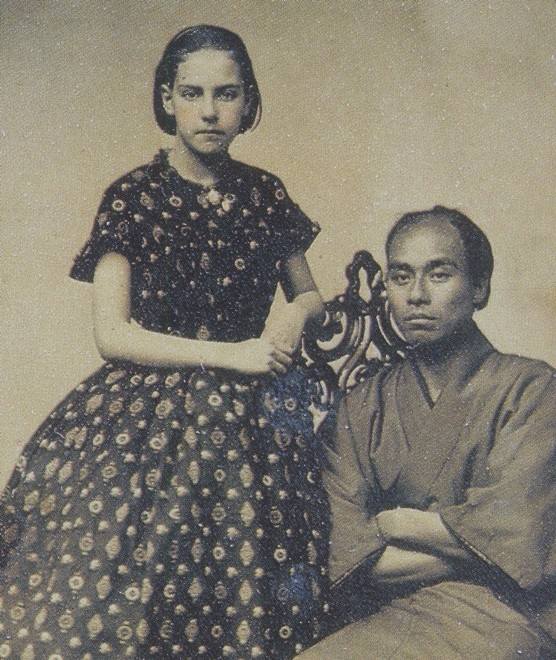
Fukuzawa Yukichi en compagnie de Theodora Alice à San Francisco, 1860.

Le Kanrin Maru atteint directement San Francisco mais le Powhatan (et l'ambassade) fait d'abord escale à Hawaii. Lorsqu'elle arrive à San Francisco, la délégation y reste pendant un mois et Fukuzawa se fait photographier avec une jeune Américaine, photo qui est depuis devenue l'une des plus célèbres de l'histoire du Japon. Fukuzawa acquiert également un dictionnaire Webster anglais-chinois à partir duquel il entreprend d'étudier sérieusement l'anglais et prépare son propre dictionnaire anglais-japonais.

### Washington, New York et le retour

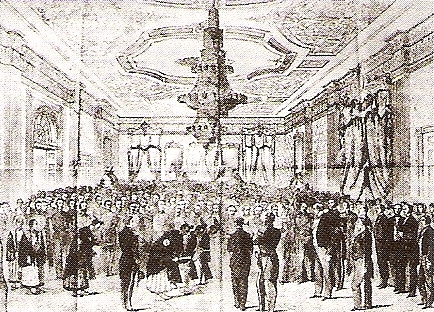
Réception à la Maison-Blanche.

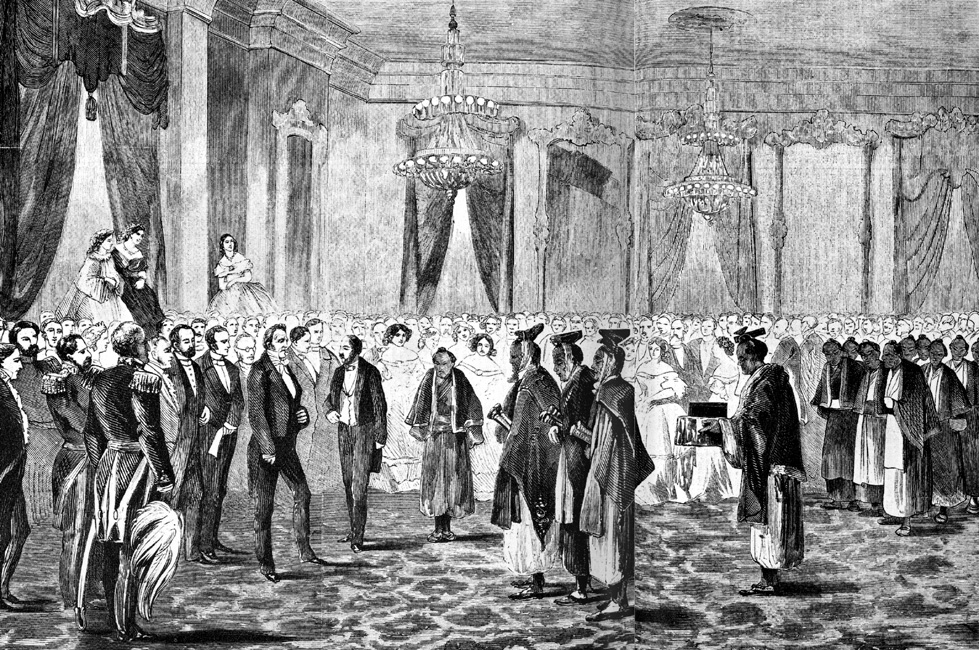
Le président James Buchanan reçoit l'ambassade.

Lorsque le Kanrin Maru retourne au Japon, le Powhatan continue sa route avec l'ambassade à Panama où ses membres traversent l'isthme vers Atlantique via le chemin de fer du Panama récemment ouvert. Après avoir changé de navire au profit du USS Roanoke, la mission composée de 72 hommes se rend à Washington. De nombreuses réceptions sont organisées en son honneur, dont une à la Maison-Blanche où les diplomates rencontrent le président James Buchanan. Buchanan leur remet une montre en or gravée à son image comme cadeau au shogun.
La délégation japonaise voyage vers le nord en direction de Philadelphie. L'attention des Japonais aux activités prévues par les autorités locales est distraite par la nouvelle de ce qui est devenu connu sous le nom « Incident de Sakuradamon » à Tokyo. Le tairō Ii Naosuke a été assassiné le 24 mars et la nouvelle se répand rapidement par le Pony Express à travers le continent américain. Ce fonctionnaire assassiné était le signataire au rang le plus élevé du traité d'Amitié et de Commerce de 1858 nippo-américain, suite du traité de Kanagawa de 1854.
La délégation continue vers New York où leur procession de Broadway en provenance de Battery Park est une grande parade.
De New York, ils traversent l'océan Atlantique et l'océan Indien, tous à bord du USS Niagara, complétant ainsi un tour du monde. Après avoir quitté New York le 30 juin, le Niagara atteint Porto Grande au Brésil et les îles du Cap-Vert le 16 juillet. Parmi les autres ports lors du voyage de retour au Japon, São Paulo-de-Loande (à présent Luanda) en Angola, Batavia (à présent Djakarta), Java et Hong Kong. La frégate entre finalement dans la baie de Tokyo le 8 novembre pour débarquer ses passagers.

## Importance
Le voyage du Kanrin Maru d'Uraga jusqu'à San Francisco est souvent cité comme la première traversée de l'Océan Pacifique par un équipage entièrement japonais sur un navire japonais, bien que l'équipage était conseillé par John Mercer Brooke. Cependant, ce n'était pas la première traversée du Pacifique par un navire et équipage japonais : au moins trois voyages semblables avaient été effectués au XVIIe siècle avant la période d'isolement du Japon : ceux de Tanaka Shōsuke en 1610, Hasekura Tsunenaga en 1614 et Yokozawa Shōgen en 1616.

## Source de la traduction
- (en) Cet article est partiellement ou en totalité issu de l’article de Wikipédia en anglais intitulé « Japanese Embassy to the United States (1860) » (voir la liste des auteurs).